# Liga Colombiana de Fútbol Sala 2016-I
La Liga Argos Futsal Apertura 2016 fue la décima primera (11a.) versión de la Liga Argos Futsal que inició el 20 de febrero y finalizó el 30 de mayo del 2016, el campeón del torneo obtuvo un cupo a la Superliga Argos Fútsal 2016 que otorgó un cupo a la Copa Libertadores de Futsal 2017.

## Sistema de juego

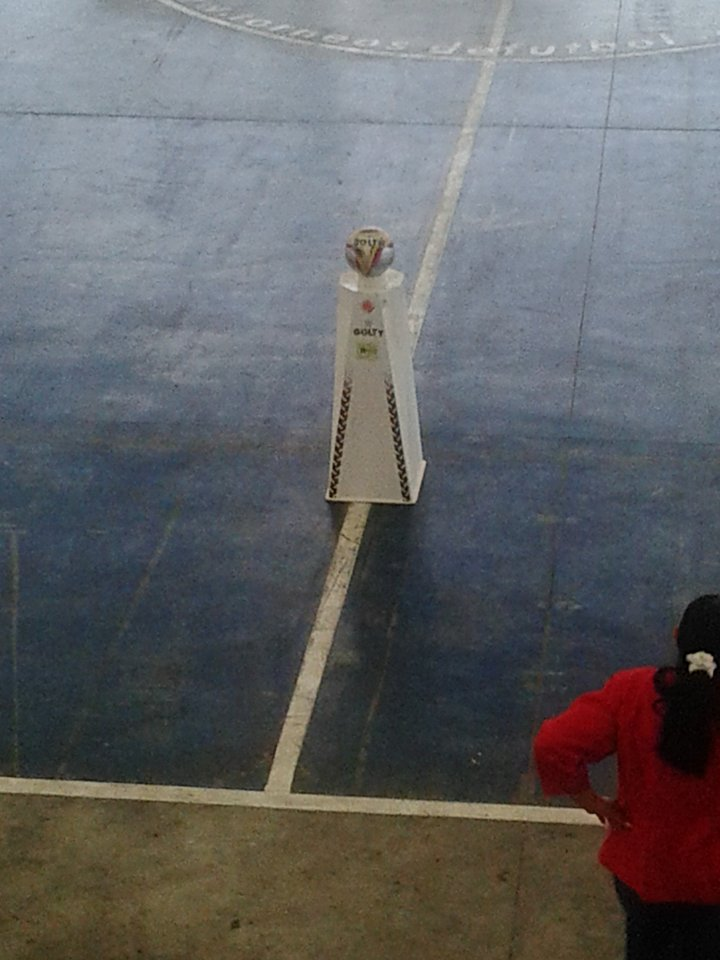
Balón utilizado durante el campeonato.

Se jugó una primera fase con 20 equipos divididos en dos grupos de diez equipos cada uno según la posición geográfica en un total de 9 fechas del 20 de febrero al 10 de abril.
Los ocho primeros equipos en la tabla de posiciones clasificaron a octavos de final enfrentándose en eliminación directa de la siguiente forma:
1° Grupo A vs. 8° Grupo B (Llave 1)
2° Grupo A vs. 7° Grupo B (Llave 2)
3° Grupo A vs. 6° Grupo B (Llave 3)
4° Grupo A vs. 5° Grupo B (Llave 4)
4° Grupo B vs. 5° Grupo A (Llave 5)
3° Grupo B vs. 6° Grupo A (Llave 6)
2° Grupo B vs. 7° Grupo A (Llave 7)
1° Grupo B vs. 8° Grupo A (Llave 8) 
los ganadores de cada llave en la fase anterior se enfrentan de la siguiente manera en los cuartos de final:
Ganador Llave 1 vs. Ganador Llave 3 (Llave A)
Ganador Llave 2 vs. Ganador Llave 4 (Llave B)
Ganador Llave 5 vs. Ganador Llave 7 (Llave C)
Ganador Llave 6 vs. Ganador Llave 8 (Llave D)
los ganadores de cada llave en la fase anterior se enfrentaran en semifinales de la siguiente manera:
Ganador Llave A vs.Ganador Llave C. (Llave S-1)
Ganador Llave B vs. Ganador Llave D (Llave S-2)
La final será disputada por los dos ganadores de cada llave en la fase anterior.
Ganador Llave S-1 vs. Ganador Llave S-2
Jugarán la final el ganador de dos de los tres juegos disputados del 22 de mayo al 29 de mayo finalizando campeón el ganador de dos juegos.

## Equipos participantes
| Equipo                      | Departamento       | Ciudad        | Coliseo                            |
| Rionegro Águilas            | Antioquia          | Rionegro      | Coliseo Del Cielo                  |
| Alianza Urabá               | Antioquia          | Apartadó      | Coliseo Cubierto de Apartadó       |
| Alianza Tolima              | Tolima             | Líbano        | Coliseo Mayor de Líbano            |
| Cóndor F.C                  | Bogotá             | El Rosal      | Municipal del Rosal                |
| Cúcuta Niza                 | Norte de Santander | Cúcuta        | Coliseo UFPS                       |
| D´Martin FC                 | Cundinamarca       | Madrid        | Coliseo Madrid                     |
| Depor Cartagena             | Bolívar            | Cartagena     | Coliseo Northon Madrid             |
| Deportivo Lyon              | Valle del Cauca    | Cali          | Coliseo Mariano Ramos              |
| Deportivo Meta H&H          | Meta               | Villavicencio | Álvaro Mesa Amaya                  |
| Deportivo Sanpas Irdet      | Boyacá             | Tunja         | San Antonio                        |
| Gremio Samario              | Magdalena          | Santa Marta   | Villa Olímpica                     |
| Independiente Barranquilla  | Atlántico          | Barranquilla  | Coliseo Elías Chegwin              |
| Lanús Colombia              | Bogotá             | Bogotá        | PRD El Salitre                     |
| Bello Real Antioquia        | Antioquia          | Bello         | Coliseo Polideportivo Tulio Ospina |
| Real Bucaramanga            | Santander          | Bucaramanga   | Coliseo Bicentenario               |
| Real Cundinamarca           | Cundinamarca       | Cundinamarca  | Deportivo Central, Facatativá      |
| Rionegro Futsal             | Antioquia          | Rionegro      | Coliseo Del Cielo                  |
| Saeta Bogotá                | Cundinamarca       | Bogotá        | Palacio de los Deportes            |
| Utrahuilca Huila futsal     | Huila              | Neiva         | Álvaro Sánchez Silva               |
| C. D. Felinos Independiente | Caldas             | Manizales     | Coliseo Ramón Marín Vargas         |

## Fase de grupos
Disputada del 20 de febrero del 2016 al 10 de abril del 2016 en 9 jornadas.

### Grupo A
| Pos. | Equipos                         | PJ | PG | PE | PP | GF | GC | Dif. | Pts. |
| ---- | ------------------------------- | -- | -- | -- | -- | -- | -- | ---- | ---- |
| 1.   | Real Antioquia                  | 9  | 7  | 1  | 1  | 46 | 21 | 25   | 22   |
| 2.   | Real Bucaramanga                | 9  | 5  | 3  | 1  | 45 | 28 | 17   | 18   |
| 3.   | Depor Cartagena                 | 9  | 6  | 0  | 3  | 32 | 33 | -1   | 18   |
| 4.   | Independiente Barranquilla      | 9  | 5  | 1  | 3  | 46 | 32 | 14   | 16   |
| 5.   | Rionegro Futsal                 | 9  | 4  | 2  | 3  | 26 | 22 | 4    | 14   |
| 6.   | Águilas Doradas                 | 9  | 4  | 2  | 3  | 32 | 33 | -1   | 14   |
| 7.   | Corporación Niza                | 9  | 3  | 1  | 5  | 38 | 27 | 11   | 10   |
| 8.   | Alianza Urabá                   | 9  | 2  | 2  | 5  | 43 | 43 | 0    | 8    |
| 9.   | Gremio Samario                  | 9  | 2  | 2  | 5  | 39 | 42 | -3   | 8    |
| 10.  | Felinos Independiente Manizales | 9  | 0  | 0  | 9  | 12 | 78 | -66  | 0    |

| Corporación Niza           | 3 - 5 | Real Bucaramanga | Uni. Francisco de Paula Stdr., Cúcuta | 20 de febrero | 18:00 | Sin transmisión |
| Real Antioquia             | 7 - 2 | Gremio Samario   | Tulio Ospina, Bello                   | 20 de febrero | 19:00 | Sin transmisión |
| Felinos Independiente      | 1 - 4 | Futsal Rionegro  | Ramon Marín Vargas, Manizales         | 21 de febrero | 10:00 | Sin transmisión |
| Independiente Barranquilla | 8 - 1 | Depor Cartagena  | Elias Chegwin, Barranquilla           | 21 de febrero | 11:00 | Sin transmisión |
| Águilas Doradas            | 3 - 3 | Alianza Urabá    | El Cielo, Rionegro                    | 22 de febrero | 11:00 | Sin transmisión |

| Gremio Samario   | 4 - 3 | Independiente Barranquilla | Indeportes, Santa Marta           | 27 de febrero | 13:00 |  |
| Alianza Urabá    | 2 - 1 | Futsal Rionegro            | Antonio Rodan Betancurt, Apartadó | 27 de febrero | 18:00 |  |
| Real Bucaramanga | 6 - 0 | Felinos Independiente      | Edmundo Luna Santos, Bucaramanga  | 27 de febrero | 19:00 |  |
| Águilas Doradas  | 1 - 5 | Real Antioquia             | El Cielo, Rionegro                | 27 de febrero | 19:00 |  |
| Depor Cartagena  | 3 - 2 | Corporación Niza           | Northon Madrid, Cartagena         | 28 de febrero | 11:00 |  |

| Corporación Niza           | 4 - 2 | Gremio Samario   | Juan García Negron, Cúcuta        | 4 de marzo | 18:00 |            |
| Futsal Rionegro            | 5 - 5 | Real Bucaramanga | El Cielo, Rionegro                | 4 de marzo | 20:00 | Win Sports |
| Independiente Barranquilla | 9 - 4 | Águilas Doradas  | Elias Chegwin, Barranquilla       | 5 de marzo | 13:00 |            |
| Felinos Independiente      | 3 - 5 | Depor Cartagena  | Luis Fernando Montoya, Manizales  | 5 de marzo | 19:00 |            |
| Real Antioquia             | 4 - 2 | Alianza Urabá    | Auxiliar Cincuentenario, Medellín | 5 de marzo | 20:00 |            |

| Gremio Samario  | 11 - 1 | Felinos Independiente      | Indeportes, Santa Marta           | 9 de marzo | 09:00 |  |
| Depor Cartagena | 2 - 1  | Futsal Rionegro            | Northon Madrid, Cartagena         | 9 de marzo | 19:00 |  |
| Real Antioquia  | 6 - 4  | Independiente Barranquilla | Tulio Ospina, Bello               | 9 de marzo | 19:00 |  |
| Águilas Doradas | 4 - 3  | Corporación Niza           | El Cielo, Rionegro                | 9 de marzo | 19:00 |  |
| Alianza Urabá   | 2 - 7  | Real Bucaramanga           | Antonio Rodan Betancurt, Apartadó | 9 de marzo | 19:30 |  |

| Corporación Niza           | 1 - 1 | Real Antioquia  | Univ. Francisco Paula Santander, Cúcuta | 11 de marzo | 19:00 |  |
| Independiente Barranquilla | 4 - 3 | Alianza Urabá   | Elias Chegwin, Barranquilla             | 12 de marzo | 13:00 |  |
| Real Bucaramanga           | 5 - 4 | Depor Cartagena | Indeportes, Santa Marta                 | 12 de marzo | 19:00 |  |
| Futsal Rionegro            | 4 - 2 | Gremio Samario  | Antonio Rodan Betancurt, Apartadó       | 12 de marzo | 19:00 |  |
| Felinos Independiente      | 0 - 6 | Águilas Doradas | Ramon Marin Vargas, Manizales           | 14 de marzo | 20:00 |  |

| Real Antioquia             | 9 - 0 | Felinos Independiente | Tulio Ospina, Bello               | 18 de marzo | 19:00 |  |
| Independiente Barranquilla | 4 - 1 | Corporación Niza      | Elias Chegwin, Barranquilla       | 19 de marzo | 14:00 |  |
| Alianza Urabá              | 2 - 3 | Depor Cartagena       | Antonio Rodan Betancurt, Apartadó | 19 de marzo | 19:30 |  |
| Gremio Samario             | 3 - 3 | Real Bucaramanga      | Indeportes, Santa Marta           | 20 de marzo | 12:00 |  |
| Águilas Doradas            | 2 - 2 | Futsal Rionegro       | El Cielo, Rionegro                | 21 de marzo | 16:00 |  |

| Felinos Independiente | 4 - 8 | Independiente Barranquilla | Ramon Marin Vargas, Manizales | 26 de marzo | 20:00 |            |
| Real Bucaramanga      | 6 - 2 | Águilas Doradas            | Bicentenario, Bucaramanga     | 27 de marzo | 10:30 |            |
| Futsal Rionegro       | 2 - 5 | Real Antioquia             | El Cielo, Rionegro            | 27 de marzo | 10:30 | Win Sports |
| Depor Cartagena       | 4 - 3 | Gremio Samario             | Northon Madrid, Cartagena     | 27 de marzo | 11:00 |            |
| Corporación Niza      | 9 - 3 | Alianza Urabá              | Cúcuta                        | 27 de marzo | 19:00 |            |

| Depor Cartagena            | 2 - 3  | Águilas Doradas       | Northon Madrid, Cartagena            | 2 de abril | 10:30 |  |
| Independiente Barranquilla | 2 - 5  | Futsal Rionegro       | Elias Chegwin, Barranquilla          | 2 de abril | 13:00 |  |
| Corporación Niza           | 12 - 0 | Felinos Independiente | Francisco de Paula Santander, Cúcuta | 2 de abril | 17:00 |  |
| Real Antioquia             | 5 - 4  | Real Bucaramanga      | Tulio Ospina, Bello                  | 2 de abril | 19:30 |  |
| Alianza Urabá              | 9 - 9  | Gremio Samario        | Antonio Rodan Betancurt, Apartadó    | 4 de abril | 19:00 |  |

| Futsal Rionegro       | 2 - 1  | Corporación Niza           | El Cielo, Rionegro               | 8 de abril  | 18:15 | Win Sports |
| Real Bucaramanga      | 4 - 4  | Independiente Barranquilla | Edmundo Luna Santos, Bucaramanga | 10 de abril | 10:30 |            |
| Depor Cartagena       | 5 - 4  | Real Antioquia             | Northon Madrid, Cartagena        | 10 de abril | 11:00 |            |
| Gremio Samario        | 3 - 7  | Águilas Doradas            | Menor de Indeportes, Santa Marta | 10 de abril | 14:00 |            |
| Felinos Independiente | 3 - 17 | Alianza Urabá              | Ramon Marin Vargas, Manizales    | 10 de abril | 14:00 |            |

### Grupo B
| Pos. | Equipos                 | PJ | PG | PE | PP | GF | GC | Dif. | Pts. |
| ---- | ----------------------- | -- | -- | -- | -- | -- | -- | ---- | ---- |
| 1.   | Deportivo Lyon          | 9  | 5  | 2  | 2  | 28 | 24 | 4    | 17   |
| 2.   | Lanús Colombia          | 9  | 5  | 1  | 3  | 33 | 24 | 9    | 16   |
| 3.   | D´Martin FC             | 9  | 3  | 3  | 3  | 24 | 23 | 1    | 15   |
| 4.   | Saeta Bogotá            | 9  | 4  | 2  | 3  | 31 | 21 | 10   | 14   |
| 5.   | Deportivo Meta H&H      | 9  | 3  | 3  | 3  | 38 | 38 | 0    | 14   |
| 6.   | Alianza Tolima          | 9  | 3  | 4  | 2  | 26 | 24 | 2    | 13   |
| 7.   | Deportivo Sanpas Irdet  | 9  | 3  | 2  | 4  | 28 | 29 | -1   | 11   |
| 8.   | Real Cundinamarca       | 9  | 3  | 1  | 5  | 28 | 34 | -6   | 10   |
| 9.   | Utrahuilca Huila futsal | 9  | 3  | 1  | 5  | 28 | 34 | -6   | 10   |
| 10.  | Cóndor FC Sport Life    | 9  | 2  | 0  | 7  | 28 | 43 | -15  | 6    |

| Lanús Colombia   | 4 - 3 | Saeta            | El Salitre, Bogotá               | 19 de febrero | 19:00 |            |
| Deportivo Sanpas | 4 - 3 | Utrahuilca       | San Antonio, Tunja               | 19 de febrero | 19:00 | Win Sports |
| Club Lyon        | 5 - 1 | D´Martin FC      | Mariano Ramos, Cali              | 20 de febrero | 15:00 |            |
| Deportivo Meta   | 4 - 2 | Real Bucaramanga | Álvaro Mesa Amaya, Villavicencio | 20 de febrero | 19:30 |            |
| Cóndor FC        | 2 - 4 | Alianza Tolima   | El Salitre, Bogotá               | 21 de febrero | 16:00 |            |

| Utrahuilca     | 5 - 1 | Real Cundinamarca | Álvaro Sánchez Silva, Neiva      | 26 de febrero | 16:00 |            |
| Deportivo Meta | 2 - 4 | Saeta             | Álvaro Meza Amaya, Villavicencio | 26 de febrero | 20:00 | Win Sports |
| Alianza Tolima | 2 - 1 | Deportivo Sanpas  | Coliseo Mayor, Líbano            | 27 de febrero | 19:00 |            |
| D´Martin FC    | 5 - 2 | Lanús Colombia    | Polideportivo Municipal, Tabio   | 27 de febrero | 19:00 |            |
| Club Lyon      | 5 - 1 | Cóndor            | María Isabel Urrutia, Cali       | 28 de febrero | 11:00 |            |

| Lanús Colombia    | 8 - 1 | Deportivo Meta | Palacio de los Deportes, Bogotá | 5 de marzo | 16:00 |  |
| Real Cundinamarca | 5 - 4 | Alianza Tolima | Deportivo Central, Facatativá   | 5 de marzo | 17:00 |  |
| Deportivo Sanpas  | 6 - 1 | Club Lyon      | San Antonio, Tunja              | 5 de marzo | 19:00 |  |
| Saeta             | 6 - 0 | Utrahuilca     | Palacio de los Deportes, Bogotá | 5 de marzo | 19:00 |  |
| Cóndor FC         | 2 - 4 | D´Martin FC    | Mariano Ramos, Cali             | 6 de marzo | 18:00 |  |

| Club Lyon      | 3 - 2 | Real Cundinamarca | María Isabel Urrutia, Cali      | 9 de marzo | 15:00 |            |
| Cóndor FC      | 3 - 5 | Deportivo Sanpas  | Palacio de los Deportes, Bogotá | 9 de marzo | 19:00 |            |
| D´Martin FC    | 1 - 2 | Deportivo Meta    | Municipal de Tabio              | 9 de marzo | 19:00 |            |
| Utrahuilca     | 4 - 1 | Lanús Colombia    | Álvaro Sánchez Silva, Neiva     | 9 de marzo | 20:00 | Win Sports |
| Alianza Tolima | 2 - 1 | Saeta             | Mayor de Líbano                 | 9 de marzo | 20:00 |            |

| Lanús Colombia    | 2 - 2 | Alianza Tolima | El Salitre, Bogotá                    | 12 de marzo | 16:00 |  |
| Real Cundinamarca | 4 - 3 | Cóndor FC      | Colegio Deportivo Central, Facatativá | 12 de marzo | 17:00 |  |
| Deportivo Sanpas  | 3 - 3 | D´Martin FC    | San Antonio, Tunja                    | 12 de marzo | 19:00 |  |
| Deportivo Meta    | 9 - 3 | Utrahuilca     | Álvaro Meza Amaya, Villavicencio      | 12 de marzo | 19:30 |  |
| Saeta             | 3 - 0 | Club Lyon      | Palacio de los Deportes, Bogotá       | 13 de marzo | 16:00 |  |

| Alianza Tolima   | 4 - 4 | Deportivo Meta    | Mayor de Líbano                 | 18 de marzo | 20:00 | Win Sports |
| D´Martin FC      | 3 - 1 | Utrahuilca        | Polideportivo de Tabio          | 19 de marzo | 18:00 |            |
| Deportivo Sanpas | 3 - 6 | Real Cundinamarca | San Antonio, Tunja              | 19 de marzo | 19:00 |            |
| Cóndor FC        | 5 - 3 | Saeta             | Palacio de los Deportes, Bogotá | 20 de marzo | 16:00 |            |
| Club Lyon        | 3 - 2 | Lanús Colombia    | María Isabel Urrutia, Cali      | 21 de marzo | 15:00 |            |

| Utrahuilca        | 4 - 4 | Alianza Tolima   | Álvaro Sánchez Silva, Neiva      | 25 de marzo | 16:00 |  |
| Real Cundinamarca | 2 - 2 | D´Martin FC      | Deportivo Central, Cali          | 26 de marzo | 17:00 |  |
| Deportivo Meta    | 5 - 5 | Club Lyon        | Álvaro Meza Amaya, Villavicencio | 26 de marzo | 19:30 |  |
| Lanús Colombia    | 6 - 2 | Cóndor FC        | El Salitre, Bogotá               | 27 de marzo | 15:00 |  |
| Saeta             | 1 - 1 | Deportivo Sanpas | Palacio de los Deportes, Bogotá  | 27 de marzo | 16:00 |  |

| Real Cundinamarca | 4 - 7 | Saeta          | Deportivo Central, Facatativá | 1 de abril | 18:00 |            |
| Deportivo Sanpas  | 2 - 5 | Lanús Colombia | San Antonio, Tunja            | 1 de abril | 20:00 | Win Sports |
| Club Lyon         | 4 - 2 | Utrahuilca     | Mariano Ramos, Cali           | 2 de abril | 16:30 |            |
| D´Martin FC       | 2 - 3 | Alianza Tolima | Polideportivo de Tabio        | 3 de abril | 15:00 |            |
| Cóndor FC         | 8 - 6 | Deportivo Meta | El Rosal, El Rosal            | 3 de abril | 16:00 |            |

| Deportivo Meta | 5 - 3 | Deportivo Sanpas  | Álvaro Meza Amaya, Villavicencio | 9 de abril  | 16:00 |  |
| Alianza Tolima | 2 - 2 | Club Lyon         | Mayor del Líbano                 | 9 de abril  | 19:00 |  |
| D´Martin FC    | 3 - 3 | Saeta             | Polideportivo de Tabio           | 10 de abril | 11:00 |  |
| Utrahuilca     | 6 - 2 | Cóndor FC         | Álvaro Sánchez Silva, Neiva      | 10 de abril | 16:00 |  |
| Lanús Colombia | 3 - 2 | Real Cundinamarca | Palacio de los Deportes, Bogotá  | 10 de abril | 16:00 |  |

## Cuadro final
En caso de empates en la final se definirá el campeón a través de un tercer juego "( )".
|  | Octavos de final    | Octavos de final    | Octavos de final |                  |   | Cuartos de final | Cuartos de final | Cuartos de final |  |  | Semifinales    | Semifinales    | Semifinales    |  |  | Final           | Final           | Final           |
|  | 13 y 17 de abril    | 13 y 17 de abril    | 13 y 17 de abril |                  |   | 22 y 30 de abril | 22 y 30 de abril | 22 y 30 de abril |  |  | 6 y 15 de mayo | 6 y 15 de mayo | 6 y 15 de mayo |  |  | 22 y 30 de mayo | 22 y 30 de mayo | 22 y 30 de mayo |
|  |                     |                     |                  |                  |   |                  |                  |                  |  |  |                |                |                |  |  |                 |                 |                 |
|  |                     |                     |                  |                  |   |                  |                  |                  |  |  |                |                |                |  |  |                 |                 |                 |
|  |                     |                     |                  |                  |   |                  |                  |                  |  |  |                |                |                |  |  |                 |                 |                 |
|  | Real Antioquia      | 6                   | 7                |                  |   |                  |                  |                  |  |  |                |                |                |  |  |                 |                 |                 |
|  | Real Antioquia      | 6                   | 7                |                  |   |                  |                  |                  |  |  |                |                |                |  |  |                 |                 |                 |
|  | Real Cundinamarca   | 1                   | 0                |                  |   |                  |                  |                  |  |  |                |                |                |  |  |                 |                 |                 |
|  | Real Cundinamarca   | 1                   | 0                | Real Antioquia   | 3 | 4                |                  |                  |  |  |                |                |                |  |  |                 |                 |                 |
|  |                     |                     |                  |                  | 3 | 4                |                  |                  |  |  |                |                |                |  |  |                 |                 |                 |
|  |                     | D´Martin FC         | 3                | 3                |   |                  |                  |                  |  |  |                |                |                |  |  |                 |                 |                 |
|  | Depor Cartagena     | D´Martin FC         | 3                | 3                | 1 | 2                |                  |                  |  |  |                |                |                |  |  |                 |                 |                 |
|  | Depor Cartagena     |                     |                  |                  | 1 | 2                |                  |                  |  |  |                |                |                |  |  |                 |                 |                 |
|  | D´Martin FC         | 5                   | 3                |                  |   |                  |                  |                  |  |  |                |                |                |  |  |                 |                 |                 |
|  | D´Martin FC         | 5                   | 3                | Real Antioquia   | 2 | 2 (7)            |                  |                  |  |  |                |                |                |  |  |                 |                 |                 |
|  |                     |                     |                  |                  | 2 | 2 (7)            |                  |                  |  |  |                |                |                |  |  |                 |                 |                 |
|  |                     | Saeta Bogotá        | 0                | 3 (1)            |   |                  |                  |                  |  |  |                |                |                |  |  |                 |                 |                 |
|  | Saeta Bogotá        | Saeta Bogotá        | 0                | 3 (1)            | 1 | 8                |                  |                  |  |  |                |                |                |  |  |                 |                 |                 |
|  | Saeta Bogotá        |                     |                  |                  | 1 | 8                |                  |                  |  |  |                |                |                |  |  |                 |                 |                 |
|  | Rionegro Futsal     | 2                   | 5                |                  |   |                  |                  |                  |  |  |                |                |                |  |  |                 |                 |                 |
|  | Rionegro Futsal     | 2                   | 5                | Saeta Bogotá     | 3 | 6                |                  |                  |  |  |                |                |                |  |  |                 |                 |                 |
|  |                     |                     |                  |                  | 3 | 6                |                  |                  |  |  |                |                |                |  |  |                 |                 |                 |
|  |                     | Corporación Niza    | 2                | 1                |   |                  |                  |                  |  |  |                |                |                |  |  |                 |                 |                 |
|  | Lanús Colombia      | Corporación Niza    | 2                | 1                | 3 | 4                |                  |                  |  |  |                |                |                |  |  |                 |                 |                 |
|  | Lanús Colombia      |                     |                  |                  | 3 | 4                |                  |                  |  |  |                |                |                |  |  |                 |                 |                 |
|  | Corporación Niza    | 4                   | 4                |                  |   |                  |                  |                  |  |  |                |                |                |  |  |                 |                 |                 |
|  | Corporación Niza    | 4                   | 4                | Real Antioquia   | 2 | 5 (3)            |                  |                  |  |  |                |                |                |  |  |                 |                 |                 |
|  |                     |                     |                  |                  | 2 | 5 (3)            |                  |                  |  |  |                |                |                |  |  |                 |                 |                 |
|  |                     | Deportivo Lyon      | 5                | 4 (0)            |   |                  |                  |                  |  |  |                |                |                |  |  |                 |                 |                 |
|  | Real Bucaramanga    | Deportivo Lyon      | 5                | 4 (0)            | 6 | 3                |                  |                  |  |  |                |                |                |  |  |                 |                 |                 |
|  | Real Bucaramanga    |                     |                  |                  | 6 | 3                |                  |                  |  |  |                |                |                |  |  |                 |                 |                 |
|  | Deportivo Sanpas    | 3                   | 2                |                  |   |                  |                  |                  |  |  |                |                |                |  |  |                 |                 |                 |
|  | Deportivo Sanpas    | 3                   | 2                | Real Bucaramanga | 2 | 7                |                  |                  |  |  |                |                |                |  |  |                 |                 |                 |
|  |                     |                     |                  |                  | 2 | 7                |                  |                  |  |  |                |                |                |  |  |                 |                 |                 |
|  |                     | Indep. Barranquilla | 2                | 3                |   |                  |                  |                  |  |  |                |                |                |  |  |                 |                 |                 |
|  | Indep. Barranquilla | Indep. Barranquilla | 2                | 3                | 3 | 13               |                  |                  |  |  |                |                |                |  |  |                 |                 |                 |
|  | Indep. Barranquilla |                     |                  |                  | 3 | 13               |                  |                  |  |  |                |                |                |  |  |                 |                 |                 |
|  | Club Deportivo Meta | 6                   | 5                |                  |   |                  |                  |                  |  |  |                |                |                |  |  |                 |                 |                 |
|  | Club Deportivo Meta | 6                   | 5                | Real Bucaramanga | 0 | 5 (4)            |                  |                  |  |  |                |                |                |  |  |                 |                 |                 |
|  |                     |                     |                  |                  | 0 | 5 (4)            |                  |                  |  |  |                |                |                |  |  |                 |                 |                 |
|  |                     | Deportivo Lyon      | 2                | 2 (6)            |   |                  |                  |                  |  |  |                |                |                |  |  |                 |                 |                 |
|  | Alianza Tolima      | Deportivo Lyon      | 2                | 2 (6)            | 3 | 6                |                  |                  |  |  |                |                |                |  |  |                 |                 |                 |
|  | Alianza Tolima      |                     |                  |                  | 3 | 6                |                  |                  |  |  |                |                |                |  |  |                 |                 |                 |
|  | Rionegro Águilas    | 4                   | 4                |                  |   |                  |                  |                  |  |  |                |                |                |  |  |                 |                 |                 |
|  | Rionegro Águilas    | 4                   | 4                | Alianza Tolima   | 2 | 1                |                  |                  |  |  |                |                |                |  |  |                 |                 |                 |
|  |                     |                     |                  |                  | 2 | 1                |                  |                  |  |  |                |                |                |  |  |                 |                 |                 |
|  |                     | Deportivo Lyon      | 3                | 2                |   |                  |                  |                  |  |  |                |                |                |  |  |                 |                 |                 |
|  | Deportivo Lyon      | Deportivo Lyon      | 3                | 2                | 3 | 3                |                  |                  |  |  |                |                |                |  |  |                 |                 |                 |
|  | Deportivo Lyon      |                     |                  |                  | 3 | 3                |                  |                  |  |  |                |                |                |  |  |                 |                 |                 |
|  | Alianza Urabá       | 1                   | 3                |                  |   |                  |                  |                  |  |  |                |                |                |  |  |                 |                 |                 |

- Nota: En cada llave, el equipo ubicado en la casilla superior es el que ejerce la localía en el partido de vuelta.

### Octavos de final
Disputados del 13 al abril del 2016.
| 13 de abril de 2016 19:21 | Real Cundinamarca  | 1 : 6   | Real Antioquia                                                                                 | Coliseo Central, Facatativá          |                                      |
|                           | Juan Hernández 31' | Reporte | 6' Yonathan Cardenas · 6' Sebastian Rodríguez · 21' 22' 31' Daniel Bolívar · 34' Andrés Montes | Árbitro(s): Alex Mauricio Ortiz Daza | Árbitro(s): Alex Mauricio Ortiz Daza |

| 16 de abril de 2016 20:00 | Real Antioquia | 7 : 0   | Real Cundinamarca | Coliseo Tulio Ospina, Bello           |                                       |
|                           | Daniel Bolívar 4' 37' · Cristian Jiménez 11' · Javier Ortiz 12' · Kennier Rivas 18' · Daniel Gallego 28' · Yonathan Cárdenas 37' | Reporte |                   | Árbitro(s): Hugo Fabian Camargo Ellis | Árbitro(s): Hugo Fabian Camargo Ellis |

| 13 de abril de 2016 16:08 | D´Martin FC                                                                  | 6 : 1                       | Depor Cartagena     | Coliseo Central, Tabio                                    |                                                           |
|                           | Juan Gonzalez 3' · Luis Posada 8' · Jairo Vargas 13' 31' · Andrés Sierra 22' | [Daniel Peña Gomez Reporte] | 13' César Baldricht | Árbitro(s): http://fcftv.com.co/fcftables/#/match/8281168 | Árbitro(s): http://fcftv.com.co/fcftables/#/match/8281168 |

| 17 de abril de 2016 16:00 | Depor Cartagena                                            | 4 : 3                                | D´Martin FC                                              | Coliseo Northon Madrid, Cartagena de Indias |  |
|                           | Adoni Caro 12' 24' · Andres Lopez 21' · Cesar Baldrich 38' | [Maswell Jesus Bolaño Ramos Reporte] | 11' Jorge Abril · 19' Harold Gámez · 37' Hayber Avendaño |                                             |  |

| 14 de abril de 2016 19:05 | Rionegro Futsal                         | 2 : 1   | Saeta Bogotá  | Coliseo El Cielo, Rionegro             |                                        |
|                           | Sebastián Rincón 5' · Jonathan Toro 38' | Reporte | 14' Juan Páez | Árbitro(s): Yuri Ferney García Sánchez | Árbitro(s): Yuri Ferney García Sánchez |

| 17 de abril de 2016 17:00 | Saeta Bogotá | 8 : 5   | Rionegro Futsal                                                                                | Coliseo El Salitre, Bogotá                |                                           |
|                           | Oscar Medina 3' 21' 26' · Juan Franco (c) 13' · Juan Piragua 19' · Stefano Sánchez 22' · Luis Poveda 27' · Juan Paez 32' | Reporte | 8' Juan Franco · 17' Jhonatan Toro · 19' Andres Arango · 36' Yecid Rincon · 36' Yohany Vergara | Árbitro(s): Oswaldo Enríquez Gómez Florez | Árbitro(s): Oswaldo Enríquez Gómez Florez |

| 13 de abril de 2016 19:04 | Corporación Niza                           | 4 : 3   | Lanús Colombia                                         | Coliseo UFPS, Cúcuta                  |                                       |
|                           | Johan Caceres 6' 24' 39' · Diego Ayala 39' | Reporte | 8' Brian Rojas · Andrés Torres 11' · Brayan García 20' | Árbitro(s): Hugo Fabian Camargo Ellis | Árbitro(s): Hugo Fabian Camargo Ellis |

| 17 de abril de 2016 15:00 | Lanús Colombia                                                               | 4 : 4   | Corporación Niza                                                                  | Coliseo El Salitre, Bogotá         |                                    |
|                           | Andres Torres 25' · Camilo Silva 26' · Julián Sánchez 38' · Johan Suárez 39' | Reporte | 5' Eduward Sánchez · 8' Jesus Sandoval · 14' Jefferson Blanco · 33' Luilly Garcia | Árbitro(s): Julian Ricardo Fandiño | Árbitro(s): Julian Ricardo Fandiño |

| 13 de abril de 2016 18:20 | Deportivo Sanpas                                       | 3 : 6   | Real Bucaramanga                                                                             | Coliseo San Antonio, Tunja            |                                       |
|                           | 4' Jorge Alba · 25' Jairo Velandia · 29' Edison Aponte | Reporte | Erick Peinado 11' 25' · Miguel Arciniagas 12' 18' · Jesús Gualdrón 27' · Jonathan García 31' | Árbitro(s): Jorge Mario Moncada Gómez | Árbitro(s): Jorge Mario Moncada Gómez |

| 16 de abril de 2016 19:00 | Real Bucaramanga                                  | 3 : 2   | Deportivo Sanpas                     | Coliseo Edmundo Luna, Bucaramanga           |                                             |
|                           | Alexander Rivera (c) 22' · Jesus Gualdron 23' 36' | Reporte | 7' Jairo Velandia · 32' Jairo Medina | Árbitro(s): Daniel Stiven Manrique Gonzalez | Árbitro(s): Daniel Stiven Manrique Gonzalez |

| 13 de abril de 2016 19:44 | Deportivo Meta                                                      | 6 : 3   | Independiente Barranquilla                             | Coliseo Álvaro Mesa Amaya, Villavicencio     |                                              |
|                           | Luis Vergara 9' 10' · Jhon Galindo 29' · James Castillo 35' 38' 39' | Reporte | 6' Luis Rodelo · 19' Kevin Sánchez · 37' Brayan Güette | Árbitro(s): Hector Hernando Cadena Velasquez | Árbitro(s): Hector Hernando Cadena Velasquez |

| 16 de abril de 2016 13:00 | Independiente Barranquilla | 13 : 5  | Deportivo Meta                                       | Coliseo Elias Chegwin, Barranquilla        |                                            |
|                           | Kevin Sánchez 11' · Luis Rodelo 14' 27' 39' 44+' · Luis Cantillo 25' 49+' · Bryan Guette 33' 34' 40+' 43+' · José Hernández 43+' · Nicolas Quinteri 47+' | Reporte | 14' James Castillo · 35' 38' 39' Jhon Galindo · 43+' | Árbitro(s): Juan Carlos Alberto Amaya Toro | Árbitro(s): Juan Carlos Alberto Amaya Toro |

| 13 de abril de 2016 16:06 | Rionegro Águilas                                                                           | 4 : 3   | Alianza Tolima                          | Coliseo El Cielo, Rionegro               |                                          |
|                           | Daniel Chavarriaga 8' · Yeison Fonnegra 21' · Julio Leal(autogol) 23' · Richard Arango 29' | Reporte | 1' 25' Julio Leal · 20' Gildardo Zúñiga | Árbitro(s): Oswaldo Enrique Gómez Florez | Árbitro(s): Oswaldo Enrique Gómez Florez |

| 16 de abril de 2016 20:00 | Alianza Tolima                                                              | 6 : 4   | Rionegro Águilas                                                                         | Coliseo Mayor, Líbano                        |                                              |
|                           | Julio Leal 4' 11' · Cesar Aponte 7' · Andres Ariza 23' 29' · Brian Vera 30' | Reporte | 13' Daniel Fonnegra · 19' Felipe Barreneche · 37' Yeison Quintero · 38' Yeisson Fonnegra | Árbitro(s): Hector Hernando Cadena Velasquez | Árbitro(s): Hector Hernando Cadena Velasquez |

| 13 de abril de 2016 19:38 | Alianza Urabá  | 1 : 3   | Deportivo Lyon                                                 | Coliseo Antonio Roldan, Apartadó          |                                           |
|                           | Kevin Mejía 2' | Reporte | 19' Christian Otero · 23' Cristian Florez · 35' Andrés Jiménez | Árbitro(s): Fidias Alejandro Mestra Lopez | Árbitro(s): Fidias Alejandro Mestra Lopez |

| 16 de abril de 2016 16:00 | Deportivo Lyon                                                 | 3 : 3   | Alianza Urabá       | Coliseo Mariano Ramos, Santiago de Cali |                               |
|                           | Julian Castañeda 8' · Brayan Galeano 34' · Christian Otero 35' | Reporte | 38' 39' Kevin Mejia | Árbitro(s): Daniel Peña Gomez           | Árbitro(s): Daniel Peña Gomez |

### Cuartos de final
Disputados del 22 de abril al mayo del 2016.
| 23 de abril de 2016 18:00 | D´Martin FC                                            | 3 : 3   | Real Antioquia                                            | Coliseo Central, Tabio                 |                                        |
|                           | Steven Abril 13' · Andres Sierra 18' · Luis Posada 35' | Reporte | 13' John Parra · 16' Cristian Jimenez · 18' Kennier Rivas | Árbitro(s): Yuri Ferney García Sánchez | Árbitro(s): Yuri Ferney García Sánchez |

| 29 de abril de 2016 18:00 | Real Antioquia                                                     | 4 : 3   | D´Martin FC                                          | Coliseo Tulio Ospina, Bello              |                                          |
|                           | 2' 3' Daniel Bolívar · 5' (autogol) Jaime Baquero · 36' Jhon Parra | Reporte | 7' Juan González · 14' Luis Posada · 34' Jorge Abril | Árbitro(s): Oswaldo Enrique Gomez Florez | Árbitro(s): Oswaldo Enrique Gomez Florez |

| 22 de abril de 2016 19:00 | Corporación Niza                     | 2 : 3   | Saeta Bogotá                         | Coliseo UFPS, Cúcuta                  |                                       |
|                           | 7' Luilly García · 20' Fabián Correa | Reporte | 19' 35' Juan Paez · 36' Camilo Reyes | Árbitro(s): Hugo Fabian Camargo Ellis | Árbitro(s): Hugo Fabian Camargo Ellis |

| 30 de abril de 2016 19:00 | Saeta Bogotá                                                                      | 6 : 1   | Corporación Niza | Coliseo Cayetano Cañizares, Bogotá     |                                        |
|                           | Juan Piragua 13' 37' · Luis Poveda 16' · William Moreno 23' · Luis Poveda 25' 36' | Reporte | 2' Diego Ayala   | Árbitro(s): Yuri Ferney García Sánchez | Árbitro(s): Yuri Ferney García Sánchez |

| 24 de abril de 2016 11:00 | Independiente Barranquilla | 2 : 2   | Real Bucaramanga | Coliseo Elias Chegwin, Barranquilla       |                                           |
|                           |                            | Reporte |                  | Árbitro(s): Fidias Alejandro Mestra Lopez | Árbitro(s): Fidias Alejandro Mestra Lopez |

| 30 de abril de 2016 19:00 | Real Bucaramanga                                                                                                  | 7 : 3   | Independiente Barranquilla                        | Coliseo Edmundo Luna, Bucaramanga               |                                                 |
|                           | Jonnathan Garcia 7' · Jesus Gualdron 18' · Angelo Monroy 25' 31' · Miguel Arciniagas 29' 35' · Peter Carvajal 39' | Reporte | 26' Hector Varela · Leynner Perez · Brayan Guette | Árbitro(s): Héctor Alexander Cardenas Rodríguez | Árbitro(s): Héctor Alexander Cardenas Rodríguez |

| 22 de abril de 2016 18:00 | Alianza Tolima                    | 2 : 3   | Deportivo Lyon                                 | Coliseo Mayor, Líbano                 |                                       |
|                           | 6' Julio Leal · 21' Andrés Zúñiga | Reporte | 15' 17' Christian Otero · 25' Armando Chamorro | Árbitro(s): Jorge Mario Moncada Gomez | Árbitro(s): Jorge Mario Moncada Gomez |

| 30 de abril de 2016 15:30 | Deportivo Lyon                            | 2 : 1   | Alianza Tolima | Coliseo Mariano Ramos, Santiago de Cali     |                                             |
|                           | 23' William Jiménez · 29' Christian Otero | Reporte | 8' Julio Leal  | Árbitro(s): Daniel Stiven Manrique Gonzalez | Árbitro(s): Daniel Stiven Manrique Gonzalez |

### Semifinales
Se jugaron el 6 y el 15 de mayo del 2016.
| 6 de mayo de 2016 20:00 | Saeta Bogotá | 0 : 2   | Real Antioquia                      | Coliseo Cayetano Cañizares, Bogotá    |                                       |
|                         |              | Reporte | 35' Jhon Parra · 36' Daniel Bolívar | Árbitro(s): Hugo Fabian Camargo Ellis | Árbitro(s): Hugo Fabian Camargo Ellis |

| 13 de mayo de 2015 00:00 | Real Antioquia                          | 2 : 3   | Saeta Bogotá                                                  | Coliseo Tulio Ospina, Bello    |                                |
|                          | 26' Sebastián Restrepo · 26' Jhon Parra | Reporte | 16' Óscar Medina · 32' Sebastián Sánchez · 34' William Moreno | Árbitro(s): Yuri Ferney García | Árbitro(s): Yuri Ferney García |

| 14 de mayo de 2015 18:00 | Real Antioquia                                                                            | 7 : 1   | Saeta Bogotá | Coliseo Tulio Ospina, Bello              |                                          |
|                          | Daniel Bolívar · Jhon Parra · Sebastian Restrepo · Cristian Jiménez · Sebastián Rodríguez | Reporte | Luis Poveda  | Árbitro(s): Oswaldo Enrique Gómez Florez | Árbitro(s): Oswaldo Enrique Gómez Florez |

| 9 de mayo de 2016 15:30 | Deportivo Lyon                             | 2 : 0   | Real Bucaramanga | Coliseo Mariano Ramos, Cali        |                                    |
|                         | Julian Castañeda 35' · Christian Otero 37' | Reporte |                  | Árbitro(s): Julian Ricardo Fandiño | Árbitro(s): Julian Ricardo Fandiño |

| 14 de mayo de 2016 15:30 | Real Bucaramanga                                                   | 5 : 2   | Deportivo Lyon                           | Coliseo Edmundo Luna, Bucaramanga |                                |
|                          | 10' 34' 39' Jonnattan García · 30' Jesús Gualdrón · 37' Jhon Rueda | Reporte | 5' Christian Otero · 21' William Jiménez | Árbitro(s): Daniel Casteblanco    | Árbitro(s): Daniel Casteblanco |

| 15 de mayo de 2016 10:30 | Real Bucaramanga                                                               | 4 : 6   | Deportivo Lyon                                                                      | Coliseo Edmundo Luna, Bucaramanga |                           |
|                          | 1' 14' Jesús Gualdrón · 12' Albeiro Rueda · 25' José Bravo · 26' Yair Bermúdez | Reporte | 0' 12' Harby Arce · 15' 25' Yair Bermúdez · 16' Bryan Galeano · 20' Cristian Flórez | Árbitro(s): Héctor Cadena         | Árbitro(s): Héctor Cadena |

### Final
Se jugaron el 22 y el 30 de mayo del 2016.
| 22 de mayo de 2016 13:00 | Deportivo Lyon                                                                          | 5 : 2   | Real Antioquia                            | Coliseo Mariano Ramos, Santiago de Cali |                             |
|                          | 2' 18' Yair Bermúdez · 33' Christian otero · 37' Cristian Flórez · 39' Julián Castañeda | Reporte | 27' Cristian Jiménez · 38' Daniel Gallego | Árbitro(s): Hendell Meneses             | Árbitro(s): Hendell Meneses |

| 29 de mayo de 2016 18:00 | Real Antioquia | 5 : 4   | Deportivo Lyon | Coliseo Tulio Ospina, Bello           |                                       |
|                          |                | Reporte |                | Árbitro(s): Hugo Fabian Camargo Ellis | Árbitro(s): Hugo Fabian Camargo Ellis |

| 30 de mayo de 2016 17:30 | Real Antioquia | 3 : 0   | Deportivo Lyon | Coliseo Tulio Ospina, Bello                 |                                             |
|                          |                | Reporte |                | Árbitro(s): Daniel Stiven Manrique Gonzalez | Árbitro(s): Daniel Stiven Manrique Gonzalez |

| Colombia                             |
| Campeón Real Antioquia Primer título |

## Goleadores
- Datos de FCF | Federación Colombiana de Fútbol

| Daniel Fernando Bolivar Diaz              | Bello Real Antioquia       | 28 |
| Jesús David Gualdrón Franco               | Real Bucaramanga           | 21 |
| Brayan Andrés Guette Muñoz                | Independiente Barranquilla | 18 |
| Cesar Jose Baldrich Carreazo              | Depor Cartagena F.S.C      | 15 |
| Luis Felipe Rodelo Ávila                  | Independiente Barranquilla | 15 |
| Jonnattan Andrés García Arenas            | Real Bucaramanga           | 15 |
| Carlos Alberto Hernández Herreño          | Cóndor F.C                 | 14 |
| Kevin Andy Mejia Acevedo                  | Alianza Urabá              | 14 |
| Juan David Páez Sánchez                   | Saeta FSC                  | 14 |
| Johan Andrey Caceres Botello              | Cúcuta Niza                | 14 |
| Última actualización: 24 de mayo de 2016. |                            |    |